# Chuzpe (Band)
Chuzpe ist eine 1976/77 gegründete österreichische Underground-/New-Wave-Band um den Sänger, Gitarristen und Texter Robert „Räudig“ Wolf, deren Besetzung häufig wechselte.

## Geschichte
Chuzpe singen Englisch und Deutsch. Sie wurden vor allem durch ihre Coverversion des Joy-Division-Songs Love Will Tear Us Apart bekannt, die es 1981 bis zu Platz 2 in der Ö3 Hitparade schaffte. Ein Jahr später kam Marilyn, eine Hommage an die gleichnamige Filmdiva auf Platz 14 der österreichischen Charts. Daneben erlebte die sich vom 1970er Jahre Underground zum 1980er New Wave entwickelnde Band einige große Gigs in der Wiener Stadthalle und am Rathausplatz. Auch ein Auftritt in der ORF Produktion Neon Mix (mit Wilfried und Miki Malör) kam zustande, mit Robert Wolf in seiner Profession als echter Postbeamter.
Die LP 1000 Takte Tanz wurde 1982, im Zeitalter der NDW produziert und bot einen guten Querschnitt über das Schaffen der Band zu dieser Zeit. Nach dem Suizid des Sängers und Bassisten Christian Brandl im Jahr 1987 und dem Ende der New-Wave-Ära ging Anfang der 1990er Jahre auch die Geschichte von Chuzpe vorerst zu Ende.
Als „Chuzpe77“ brachte die Band im Jahr 2003 16 Lieder aus ihrer Urzeit in stark gitarrenlastigen Versionen noch einmal heraus. Nach einem Abschiedsgig 2004 wurde das Projekt „Chuzpe77“ zu Grabe getragen.
Im Jahr 2014 brachten Chuzpe das neue Album Vor 100 Tausend Jahren war alles ganz anders heraus. Es enthält zehn neue Stücke. Getragen vom Zwiegesang von Robert Wolf und Stephan Wildner und musikalisch unterlegt von Andreas Kolm, schließt das Werk an das über dreißig Jahre alte Album 1000 Takte Tanz an.
2017 erschien der Dokumentarfilm Chuzpe von Peter Ily Huemer, der die Band in den späten 1970ern und frühen 1980ern von Wien beleuchtet.

## Diskografie

### Alben
- 1979: Wiener Blutrausch (Split-Album mit Drahdiwaberl, Minisex, Metzlutzkas Erben und Mordbuben AG, Schnazz Produktion, 2013 Wiederveröffentlichung bei Schallter)
- 1982: Körperteile - Teilkörper/Der Österreichsampler (Kompilation, WEA)
- 1982: 1000 Takte Tanz (GiG Records)
- 1990: Obskures und Rares, Lügen und Wahres der formidablen Formation Chuzpe (Kompilation, Vis Maior)
- 1992: Hi Ho How Low Can You Go (Vis Maior)
- 2003: Revisited (als Chuzpe77, Punkdog)
- 2011: Anarchy Bla Bla (Kompilation, Rave Up Records)
- 2011: Akultbox¹ (Split-CD-Box mit Minisex und DÖF, Sony Music)
- 2014: Vor 100 Tausend Jahren war alles ganz anders (Edition Nebelteich)
- 2021: Terror in Klein-Babylon (Bachelor Records)

### EPs
- 1980: Kellerrock EP (Split-Album mit Zytacorean Tirtum Gang, The Vogue und Underground Corpses, Razzz Records)

- 1987: Unpop (Mini-LP, Ton um Ton Records)
- 2002: Love Will Tear Us Apart (als Chuzpe 77, Download, Eigenveröffentlichung)
- 2011: Nervengas (Luziprak Records / Höhnie Records)
- 2022: Live Arena Wien 1983 (Mini-Album, Download, Rats in House)
- 2022: Live U4 14/3/1981 (Download, Demo Suzuki)
- 2024: Die Müchkandl-Bänder (2x7"-Vinyl, Panza-Platte)

### Singles
- 1979: Nowadays Pop for Pure People – (They Can’t Beat) The Beat / I Loved the Sixties (Schnazz-o-phone Records)
- 1980: Love Will Tear Us Apart (GiG Records)
- 1981: Charlie Chan (GiG Records)
- 1981: Charlie Chan / Chinese Chive (Maxi-Single, GiG Records)
- 1981: Marilyn (GiG Records)
- 1982: Zu klug für diese Welt (GiG Records)
- 1982: Vogue Girls (Spiegelei)
- 1982: Der Meister und Margerita (GiG Records)
- 1984: Der Spezial-Agent (GiG Records)
- 1988: Hooper (Ton um Ton Records / Vis Maior)
- 1990: Red Head (Vis Maior)
- 2002: L.W.T.U.A. (als Chuzpe77, Freiraum)
- 2015: Der Rhythmus dieser Stadt (Recordbag)
- 2021: Women in Prison (Bachelor Archives / Demo Suzuki)
- 2024: Der Spezial-Agent & Zum Glück Ist Don Quichote Zurück Demo 1982–83 (Download, Demo Suzuki)